# Lissonota funebris
Lissonota funebris är en stekelart som beskrevs av Heinrich Habermehl 1923.
Lissonota funebris ingår i släktet Lissonota och familjen brokparasitsteklar. Arten är reproducerande i Sverige. Inga underarter finns listade i Catalogue of Life.